# 棋靈少女
《棋靈少女》是由香取優（かとりまさる、日本原女棋士林葉直子的筆名）原作，安藤慈朗作畫的以將棋為題材的推理漫畫作品。2004年3月25日於講談社的青年漫畫雜誌《月刊Afternoon》2004年5月號上連載。副標題為「The Flowers of Hard Blood」。單行本全8卷。
經漫畫改編的電視動畫由STUDIO DEEN製作，從2007年起在富士電視台播放。此外一款用於任天堂DS平台的電子遊戲也由每日Communications於2008年4月10日發售。
編寫了出現於故事之中的棋局的棋譜解說並收錄在單行本中。

## 故事簡介
安岡紫音在多年前目擊了雙親在自己面前被殺的慘案。案發當時兇手從她父親的將棋磐上拿走了一枚王將棋子，因此她認為兇手可能是一名將棋棋手。紫音的心靈在那次事件中受到巨大創傷，之後她便失去了說話的能力，只能通過把話語冩在紙簿上的形式來和他人交流。鄰居的安岡一家
（男主人是將棋棋手）收養了她，紫音本人也開始了作為棋手的生活，一方面出於對將棋的熱愛，另一方面則是要查出究竟是誰殺害了她父母。

## 登場人物
※日本配音員是電視動畫版配音員。
安岡紫音（配音員：川澄綾子）
本故事的女主角。舊名石渡紫音。幼時受鄰居安岡信次的影響，開始下將棋，之後結識瀬戶一美和羽仁真，八年前父母被羽仁真殺死，因此失去聲音只能以紙簿與人交流。由安岡夫婦領養，為了找出兇手進入將棋界。
在故事的開端，安岡是十三歲的初中生，她喜歡吃糖果糕點，尤其是巧克力。
之後與齊藤步相戀。
羽仁真（配音員：鄉田穗積）
職業將棋棋手，擁有名人的頭銜，是一位敏銳而富有感知的人。母親去世後他抛開了弟弟一個人上京成為職業棋手。
驚嘆紫音的天賦，調走弟弟利用她的未婚妻殺了未重視紫音將棋天賦、拒絕使紫音成為棋士的石渡夫婦。想將紫音培養成同他一樣，捨棄一切只有將棋的棋士。
羽仁悟（配音員：松風雅也）
企業家，羽仁真的親弟弟。父親為救他遭車撞死，母親工作過勞死後厭惡並捨棄將棋，轉而經商。經營報社，很有錢，應哥哥真的要求，出資５０００萬日圓舉辦不限資格的將棋大賽。他也是一位有才華的將棋棋手，他的夢想是在比賽中勝過他哥哥。
因女友在石渡夫婦遇害隔天死亡而搜查相關線索，最接近真相也最先懷疑兇手羽仁真和幫兇瀨戶一美。
齊藤步（配音員：朴璐美）
十五歲的將棋棋手。母親其生他後身體變差，引起曾為將棋棋手的父親不滿，為了快速籌到母親的醫療費，他拜神園修為師，當上女流棋士。
母親死後，羽仁真收其為徒，想要毀了他使紫音斷絕情感，後與紫音相戀。羽仁真被捕後從師於安岡信次。
二階堂沙織（配音員：水野理紗）
十八歲的女棋手，貴族家庭出身，羽仁真的師妹，渴望得到真的承認(暗戀羽仁真)，羽仁真被捕後瘋狂對局。
安岡信次（配音員：松本保典）
紫音的養父，八段棋手。
安岡幸子（配音員：國府田麻理子）
紫音的養母，鋼琴教師。可聽紫音的腳步聲辨別她的狀況。一位嚴格但關懷他人的女性，對信次和紫音給予支持。
神園修（配音員：中尾隆聖）
一位與外界隔絕的九段棋手，被稱為「鬼人」。在19話輸給二階堂沙織，話中出現其妻子"京子"的照片,並收齊藤步為徒。而且當信次決定收留紫音時還借給信次一些錢。
久谷透（配音員：松川貴弘）
三段棋手，從師於安岡。
小林（配音員：神谷浩史）
主辦女流新舊王冠戰的數字電話公司的僱員。
橫山（配音員：石住昭彥）
負責調查八年前石渡夫婦被害一案的刑警。
瀬戶一美（配音員：河原木志穗）
羽仁悟的女友，已故。身體虚弱，八年前曾在石渡夫婦經營的會計師事務所工作。在石渡夫婦被殺那夜作為內應放羽仁真進石渡家，之後羽仁真故意留下羽仁悟贈予的定情玉珮打算嫁禍給她，翌日因愧疚心臟病發作離世。

## 出版書籍
| 冊數 | 講談社         | 講談社                 | 東立出版社     | 東立出版社             |
| 冊數 | 發售日期       | ISBN                   | 發售日期       | ISBN                   |
| ---- | -------------- | ---------------------- | -------------- | ---------------------- |
| 1    | 2004年10月22日 | ISBN 978-4-06-314360-7 | 2006年2月27日  | ISBN 986-11-7225-4     |
| 2    | 2005年5月23日  | ISBN 978-4-06-314378-2 | 2006年2月27日  | ISBN 986-11-7226-2     |
| 3    | 2006年1月23日  | ISBN 978-4-06-314403-1 | 2006年8月3日   | ISBN 986-11-8193-8     |
| 4    | 2006年7月21日  | ISBN 978-4-06-314418-5 | 2006年12月13日 | ISBN 986-11-8851-7     |
| 5    | 2007年5月23日  | ISBN 978-4-06-314445-1 | 2007年9月18日  | ISBN 978-986-11-9808-8 |
| 6    | 2007年10月23日 | ISBN 978-4-06-314472-7 | 2008年4月10日  | ISBN 978-986-10-0847-9 |
| 7    | 2008年1月23日  | ISBN 978-4-06-314485-7 | 2008年7月7日   | ISBN 978-986-10-1344-2 |
| 8    | 2008年5月23日  | ISBN 978-4-06-314505-2 | 2008年11月12日 | ISBN 978-986-10-1919-2 |

## 電視動畫
從漫畫改編的同名電視動畫由STUDIO DEEN製作，自2007年10月13日到2008年3月22日在富士電視台播放，全22話。

### 製作人員
- 原作：かとりまさる
- 監督：川瀨敏文
- 系列構成、腳本：山田隆司
- 人物設定、總作畫監督：沼田誠也
- 美術監督：椋本豐
- 色彩設計：持田剛（もちだたけし）
- 撮影監督：近藤慎与
- 音樂：山下康介
- 音響監督：鄉田穗積
- 製作人：高畑裕一郎、山本幸治、池田慎一
- 動畫製作人：松田桂一
- 動畫製作：STUDIO DEEN
- 製作：「棋靈少女」製作委員會（波麗佳音、富士電視台、讀賣廣告社）

### 主題曲
片頭曲「LADY LOVE」
作詞：JESSE、作曲：RIZE&Kan Harada、演唱：RIZE
片尾曲「My dear friend」
作曲：Kenn Kato、作曲：Hitoshi Harukawa、演唱：青山黛瑪

### 各話列表
| 話数 | 日文標題 | 分鏡              | 演出     | 作畫監督            |
| ---- | -------- | ----------------- | -------- | ------------------- |
| 1    |          | 川瀨敏文          | 吉田俊司 | 沼田誠也            |
| 2    |          | 篠原俊哉          | 安藤正臣 | 氏家章雄            |
| 3    |          | うえだしげる      | 内田祐司 | 松本利弘            |
| 4    |          | 川瀬敏文 臼田美夫 | 吉田毅   | 石丸賢一            |
| 5    |          | 杉島邦久          | 山口祐司 | 小澤圓              |
| 6    |          | 木村隆一          | 木村隆一 | 清水勝祐 神原大仁   |
| 7    |          | 藤原良二          | 小林浩輔 | 中島美子 能地清     |
| 8    |          | 杉島邦久          | 安藤正臣 | 氏家章雄            |
| 9    |          | 藤原良二          | 吉田俊司 | 石丸賢一            |
| 10   |          | 臼田美夫          | 西田大樹 | 青木真理子          |
| 11   |          | 木村隆一          | 木村隆一 | 寺澤伸介            |
| 12   |          | 笹木信作          | 安藤正臣 | 望月謙              |
| 13   |          | 山本英世          | 吉本毅   | 糟谷健一郎 星野真澄 |
| 14   |          | 青木新一郎        | 中山敦史 | 渡邊由香里          |
| 15   |          | 川瀬敏文          | 吉田俊司 | 河南正昭            |
| 16   |          | 藤原良二          | 孫承希   | 近岡直              |
| 17   |          | 木村隆一          | 木村隆一 | いまざきいつき      |
| 18   |          | 臼田美夫          | 安藤正臣 | 氏家章雄            |
| 19   |          | 川瀬敏文          | 中山敦史 | 渡邉由香里          |
| 20   |          | 川瀬敏文          | 吉本毅   | 寺澤伸介 沼田誠也   |
| 21   |          | 藤原良二          | 楳圖薫   | 新井淳              |
| 22   |          | 川瀬敏文          | 吉田俊司 | 沼田誠也            |

### 播放電視台
日本深夜動畫：下文記載的日本国内播放時間使用日本標準時間（UTC+9）表示。因為部分時間标识會採用30小时制，因此請留意这类超过24:00的时间，其實際播放時間為翌日清晨。
| 播放地區   | 電視台     | 播放日期                       | 播放時間                   | 聯播網     | 備註   |
| ---------- | ---------- | ------------------------------ | -------------------------- | ---------- | ------ |
| 關東廣域圈 | 富士電視台 | 2007年10月13日 - 2008年3月22日 | 星期六 26時15分 - 26時45分 | FNS        | 製作局 |
| 近畿廣域圈 | 關西電視台 | 2007年10月23日 - 2008年4月1日  | 星期二 26時15分 - 26時45分 | FNS        |        |
| 中京廣域圈 | 東海電視台 | 2007年10月26日 - 2008年4月4日  | 星期五 27時35分 - 28時05分 | FNS        |        |
| 日本全國   | BS富士     | 2007年11月19日 - 2008年4月21日 | 星期一 24時30分 - 24時55分 | BS數字放送 |        |

## 外部連結
- 動畫官方網站 （页面存档备份，存于）（日語）